# HD 7924 c
HD 7924 c è un pianeta extrasolare in orbita attorno alla stella HD 7924, a circa 54,85 anni luce dalla Terra. Per le sue caratteristiche fisiche, è classificato come una Super Terra.

## Scoperta
Dopo la scoperta di un primo pianeta nel 2009 attorno alla nana arancione HD 7924, il gruppo California Planet Search, diretto da Andrew Howard dell'Università della California - Berkeley, ha continuato a raccogliere osservazioni della stella con lo spettrometro HIRES attivo presso il W. M. Keck Observatory, sul vulcano Mauna Kea, nelle Hawaii. Ciò ha condotto nel 2015 all'individuazione di altri due pianeti usando il metodo della velocità radiale che individua le piccole variazioni nella velocità radiale della stella causate dalla gravità del pianeta.

## Caratteristiche
HD 7924 c è una Super Terra con una massa minima di circa 7,86 M⊕. Completa un'orbita quasi circolare in 15,3 giorni, ad una distanza media dalla stella di 0,11 UA.